# Felipe Gutiérrez
Felipe Alejandro Gutiérrez Leiva (Quintero, 8 ottobre 1990) è un ex calciatore cileno, di ruolo centrocampista.

## Carriera

### Club
Esordisce da professionista nel 2009 con la maglia dell'Universidad Católica e nel 2012 passa al Twente per 2,8 milioni di euro.

### Nazionale
Nel 2010 debutta con la nazionale cilena.

## Statistiche
Statistiche aggiornate al 4 dicembre 2021.

### Presenze e reti nei club
| Stagione        | Squadra              | Campionato      | Campionato | Campionato | Coppe nazionali | Coppe nazionali | Coppe nazionali | Coppe continentali | Coppe continentali | Coppe continentali | Altre coppe | Altre coppe | Altre coppe | Totalee | Totalee | Totalee |
| Stagione        | Squadra              | Comp            | Pres       | Reti       | Comp            | Pres            | Reti            | Comp               | Pres               | Reti               | Comp        | Pres        | Reti        | Pres    | Reti    |         |
| --------------- | -------------------- | --------------- | ---------- | ---------- | --------------- | --------------- | --------------- | ------------------ | ------------------ | ------------------ | ----------- | ----------- | ----------- | ------- | ------- | ------- |
| 2009            | Universidad Católica | PD              | 2          | 2          | -               | -               | -               | -                  | -                  | -                  | -           | -           | -           | 2       | 0       |         |
| 2010            | Universidad Católica | PD              | 15         | 0          | CC              | 1               | 1               | -                  | -                  | -                  | -           | -           | -           | 16      | 3       |         |
| 2011            | Universidad Católica | PD              | 31         | 10         | CC              | 4               | 0               | CL+CS              | 7+6                | 0                  | -           | -           | -           | 48      | 10      |         |
| 2012            | Universidad Católica | PD              | 17         | 7          | -               | -               | -               | CL                 | 6                  | 2                  | -           | -           | -           | 23      | 9       |         |
| Totale club     | Totale club          | Totale club     | 65         | 19         |                 | 5               | 1               |                    | 19                 | 2                  |             | -           | -           | 89      | 22      |         |
| 2012-13         | Twente               | PD              | 27         | 4          | KNB             | 2               | 0               | UEL                | 9                  | 1                  | -           | -           | -           | 38      | 5       |         |
| 2013-14         | Twente               | PD              | 33         | 3          | KNB             | 1               | 0               | -                  | -                  | -                  | -           | -           | -           | 34      | 3       |         |
| Totale club     | Totale club          | Totale club     | 60         | 7          |                 | 3               | 0               |                    | 9                  | 1                  |             | -           | -           | 72      | 8       |         |
| 2014-15         | Jong Twente          | SD              | 1          | 0          | -               | -               | -               | -                  | -                  | -                  | -           | -           | -           | 1       | 0       |         |
| Totale club     | Totale club          | Totale club     | 1          | 0          |                 | -               | -               |                    | -                  | -                  |             | -           | -           | 1       | 0       |         |
| 2014-15         | Twente               | PD              | 5          | 0          | KNB             | 1               | 0               | -                  | -                  | -                  | -           | -           | -           | 6       | 0       |         |
| 2015-16         | Twente               | PD              | 29         | 2          | KNB             | 1               | 0               | -                  | -                  | -                  | -           | -           | -           | 30      | 2       |         |
| Totale club     | Totale club          | Totale club     | 34         | 2          |                 | 2               | 0               |                    | -                  | -                  |             | -           | -           | 36      | 2       |         |
| 2016-17         | Betis                | PD              | 14         | 1          | CR              | 2               | 0               | -                  | -                  | -                  | -           | -           | -           | 16      | 1       |         |
| Totale club     | Totale club          | Totale club     | 14         | 1          |                 | 2               | 0               |                    | -                  | -                  |             | -           | -           | 16      | 1       |         |
| 2017            | Internacional        | SD              | 16         | 1          | CB              | 4               | 0               | -                  | -                  | -                  | -           | -           | -           | 20      | 1       |         |
| Totale club     | Totale club          | Totale club     | 16         | 1          |                 | 4               | 0               |                    | -                  | -                  |             | -           | -           | 20      | 1       |         |
| 2018            | Sporting K.C.        | PD              | 24         | 7          | CAD             | 1               | 0               | -                  | -                  | -                  | -           | -           | -           | 25      | 7       |         |
| 2019            | Sporting K.C.        | PD              | 32         | 12         | CAD             | 1               | 0               | LC                 | 5                  | 0                  | -           | -           | -           | 38      | 12      |         |
| Totale club     | Totale club          | Totale club     | 56         | 19         |                 | 2               | 0               |                    | 5                  | 0                  |             | -           | -           | 63      | 19      |         |
| 2021            | Universidad Católica | PD              | 21         | 3          | CC              | 4               | 0               | CL                 | 6                  | 0                  | -           | -           | -           | 31      | 3       |         |
| Totale club     | Totale club          | Totale club     | 21         | 3          |                 | 4               | 0               |                    | 6                  | 0                  |             | -           | -           | 31      | 3       |         |
| Totale carriera | Totale carriera      | Totale carriera | 267        | 52         |                 | 22              | 1               |                    | 39                 | 3                  |             | 0           | 0           | 328     | 56      |         |

### Cronologia presenze e reti in nazionale
| Cronologia completa delle presenze e delle reti in nazionale ― Cile | Cronologia completa delle presenze e delle reti in nazionale ― Cile | Cronologia completa delle presenze e delle reti in nazionale ― Cile | Cronologia completa delle presenze e delle reti in nazionale ― Cile | Cronologia completa delle presenze e delle reti in nazionale ― Cile | Cronologia completa delle presenze e delle reti in nazionale ― Cile | Cronologia completa delle presenze e delle reti in nazionale ― Cile | Cronologia completa delle presenze e delle reti in nazionale ― Cile |
| Data                                                                | Città                                                               | In casa                                                             | Risultato                                                           | Ospiti                                                              | Competizione                                                        | Reti                                                                | Note                                                                |
| ------------------------------------------------------------------- | ------------------------------------------------------------------- | ------------------------------------------------------------------- | ------------------------------------------------------------------- | ------------------------------------------------------------------- | ------------------------------------------------------------------- | ------------------------------------------------------------------- | ------------------------------------------------------------------- |
| 5-5-2010                                                            | Iquique                                                             | Cile                                                                | 3 – 0                                                               | Israele                                                             | Amichevole                                                          | -                                                                   |                                                                     |
| 30-5-2010                                                           | Chillán                                                             | Cile                                                                | 1 – 0                                                               | Irlanda del Nord                                                    | Amichevole                                                          | -                                                                   |                                                                     |
| 19-6-2011                                                           | Santiago del Cile                                                   | Cile                                                                | 4 – 0                                                               | Estonia                                                             | Amichevole                                                          | -                                                                   |                                                                     |
| 23-6-2011                                                           | Asunción                                                            | Paraguay                                                            | 0 – 0                                                               | Cile                                                                | Amichevole                                                          | -                                                                   |                                                                     |
| 2-9-2011                                                            | San Galo                                                            | Spagna                                                              | 3 – 2                                                               | Cile                                                                | Amichevole                                                          | -                                                                   |                                                                     |
| 15-02-2012                                                          | Luque                                                               | Paraguay                                                            | 2 – 0                                                               | Cile                                                                | Amichevole                                                          | -                                                                   |                                                                     |
| 21-3-2012                                                           | Arica                                                               | Cile                                                                | 3 – 1                                                               | Perù                                                                | Amichevole                                                          | -                                                                   |                                                                     |
| 11-2-2012                                                           | Tacna                                                               | Perù                                                                | 0 – 3                                                               | Cile                                                                | Amichevole                                                          | -                                                                   |                                                                     |
| 16-10-2012                                                          | Santiago del Cile                                                   | Cile                                                                | 1 – 2                                                               | Argentina                                                           | Amichevole                                                          | 1                                                                   |                                                                     |
| 14-11-2012                                                          | San Galo                                                            | Serbia                                                              | 3 – 1                                                               | Cile                                                                | Amichevole                                                          | -                                                                   |                                                                     |
| 6-2-2013                                                            | Madrid                                                              | Cile                                                                | 2 – 1                                                               | Egitto                                                              | Amichevole                                                          | -                                                                   |                                                                     |
| 7-6-2013                                                            | Asunción                                                            | Paraguay                                                            | 1 – 2                                                               | Cile                                                                | Amichevole                                                          | -                                                                   |                                                                     |
| 14-8-2013                                                           | Copenhague                                                          | Iraq                                                                | 0 – 6                                                               | Cile                                                                | Amichevole                                                          | -                                                                   |                                                                     |
| 15-11-2013                                                          | Londra                                                              | Inghilterra                                                         | 0 – 2                                                               | Cile                                                                | Amichevole                                                          | -                                                                   |                                                                     |
| 19-11-2013                                                          | Toronto                                                             | Brasile                                                             | 2 – 1                                                               | Cile                                                                | Amichevole                                                          | -                                                                   |                                                                     |
| 5-3-2014                                                            | Stoccarda                                                           | Germania                                                            | 1 – 0                                                               | Cile                                                                | Amichevole                                                          | -                                                                   |                                                                     |
| 30-5-2014                                                           | Santiago del Cile                                                   | Cile                                                                | 3 – 2                                                               | Egitto                                                              | Amichevole                                                          | -                                                                   |                                                                     |
| 4-6-2014                                                            | Valparaíso                                                          | Cile                                                                | 1 – 0                                                               | Irlanda del Nord                                                    | Amichevole                                                          | -                                                                   |                                                                     |
| 13-6-2014                                                           | Cuiabá                                                              | Cile                                                                | 3 – 1                                                               | Australia                                                           | Mondiali 2014 - 1º turno                                            | -                                                                   |                                                                     |
| 18-6-2014                                                           | Rio de Janeiro                                                      | Spagna                                                              | 0 – 2                                                               | Cile                                                                | Mondiali 2014 - 1º turno                                            | -                                                                   |                                                                     |
| 23-6-2014                                                           | San Paolo                                                           | Paesi Bassi                                                         | 2 – 0                                                               | Cile                                                                | Mondiali 2014 - 1º turno                                            | -                                                                   |                                                                     |
| 28-6-2014                                                           | Belo Horizonte                                                      | Brasile                                                             | 1 – 1 dts (3 – 2 dtr)                                               | Cile                                                                | Mondiali 2014 - Ottavi di finale                                    | -                                                                   |                                                                     |
| 5-6-2015                                                            | Rancagua                                                            | Cile                                                                | 1 – 0                                                               | El Salvador                                                         | Amichevole                                                          | -                                                                   |                                                                     |
| 29-6-2015                                                           | Santiago del Cile                                                   | Cile                                                                | 2 – 1                                                               | Perù                                                                | Coppa America 2015 - Semifinale                                     | -                                                                   |                                                                     |
| 5-9-2015                                                            | Santiago del Cile                                                   | Cile                                                                | 3 – 2                                                               | Paraguay                                                            | Amichevole                                                          | 2                                                                   |                                                                     |
| 13-10-2015                                                          | Lima                                                                | Perù                                                                | 3 – 4                                                               | Cile                                                                | Qual. Mondiali 2018                                                 | -                                                                   |                                                                     |
| 24-3-2016                                                           | Santiago del Cile                                                   | Cile                                                                | 1 – 2                                                               | Argentina                                                           | Qual. Mondiali 2018                                                 | -                                                                   |                                                                     |
| 29-3-2016                                                           | Barinas                                                             | Venezuela                                                           | 1 – 4                                                               | Cile                                                                | Qual. Mondiali 2018                                                 | -                                                                   |                                                                     |
| 1-9-2016                                                            | Asunción                                                            | Paraguay                                                            | 2 – 1                                                               | Cile                                                                | Qual. Mondiali 2018                                                 | -                                                                   |                                                                     |
| 6-9-2016                                                            | Santiago del Cile                                                   | Cile                                                                | 0 – 0                                                               | Bolivia                                                             | Qual. Mondiali 2018                                                 | -                                                                   |                                                                     |
| 11-10-2016                                                          | Ñuñoa                                                               | Cile                                                                | 2 – 1                                                               | Perù                                                                | Qual. Mondiali 2018                                                 | -                                                                   |                                                                     |
| 10-11-2016                                                          | Barranquilla                                                        | Colombia                                                            | 0 – 0                                                               | Cile                                                                | Qual. Mondiali 2018                                                 | -                                                                   |                                                                     |
| 9-6-2017                                                            | Mosca                                                               | Russia                                                              | 1 – 1                                                               | Cile                                                                | Amichevole                                                          | -                                                                   |                                                                     |
| 13-6-2017                                                           | Cluj-Napoca                                                         | Romania                                                             | 3 – 2                                                               | Cile                                                                | Amichevole                                                          | -                                                                   |                                                                     |
| 5-10-2017                                                           | Santiago del Cile                                                   | Cile                                                                | 2 – 1                                                               | Ecuador                                                             | Qual. Mondiali 2018                                                 | 1                                                                   |                                                                     |
| Totale                                                              |                                                                     | Presenze                                                            | 35                                                                  |                                                                     | Reti                                                                | 4                                                                   |                                                                     |

## Palmarès

### Competizioni nazionali
- Campionato cileno: 2

Universidad Católica: 2010, 2021
- Copa Chile: 1

Universidad Católica: 2011
- Supercopa de Chile: 2

Universidad Católica: 2020, 2021

### Nazionale
- Coppa America: 1

Cile 2015